# 科諾瓦洛韋 (布倫區)
51°14′50″N 33°41′27″E / 51.24722°N 33.69083°E
科諾瓦洛韋（羅馬化：Konovalove）是位於烏克蘭東北部的村莊，由蘇梅州科諾托普區的布林市鎮負責管轄。該村距離赫溫托韋和新亞歷山德里夫卡2公里，2001年人口96。